# Associazione Sportiva Edera (hockey in-line)
L'Associazione Sportiva Edera, nota come Edera Trieste, è la sezione di hockey in-line della omonima società polisportiva con sede a Trieste. I suoi colori sociali sono il rosso e il nero ed è stata costituita nel 2002.
Nel suo palmarès annovera 4 titoli nazionali – 1 scudetto, 1 Coppa Italia e 2 Supercoppe italiane. A livello internazionale vanta invece una finale di President Cup. 

## Cronistoria
| Cronistoria dell'Edera Trieste |
| --- |
| - 2002 · Fondazione della sezione di hockey in-line dell'Associazione Sportiva Edera. - 2002-2003 · Serie B. Promosso in Serie A2. - 2003-2004 · Serie A2. - 2004-2005 · 1º nel girone A in Serie A2. Promosso in Serie A1. - 2005-2006 · 1º nel girone A in Serie A1, semifinale dei play-off scudetto. Seconda fase a gironi di Coppa Italia. - 2006-2007 · ? in Serie A1, finale dei play-off scudetto. Finale di Coppa Italia. - 2007-2008 · 1º in Serie A1, finale dei play-off scudetto. Finale di Coppa Italia. Finale di Supercoppa italiana. Semifinale di European Champions Cup. - 2008-2009 · 2º in Serie A1, semifinale dei play-off scudetto. Semifinale di Coppa Italia. Vince la Supercoppa italiana (1º titolo). - 2009-2010 · 2º in Serie A1, semifinale dei play-off scudetto. Finale di Coppa Italia. Quarti di finale di European Champions Cup. - 2010-2011 · Campione d'Italia (1º titolo). Quarti di finale di Coppa Italia. Finale di Supercoppa italiana. Finale di Confederation Cup. - 2011-2012 · 1º in Serie A1, finale dei play-off scudetto. Vince la Coppa Italia (1º titolo). Vince la Supercoppa italiana (2º titolo). Quarti di finale di European Champions Cup. - 2012 · Rinuncia a partecipare alla serie A1. Viene praticata solo attività giovanile. - 2012-2013 · Attività giovanile. - 2013-2014 · Attività giovanile. - 2014-2015 · Attività giovanile. - 2015-2016 · Attività giovanile. - 2016-2017 · Attività giovanile. - 2017-2018 · Attività giovanile. - 2018-2019 · Attività giovanile. - 2019-2020 · Serie B . Quarto turno di Coppa Italia . - 2020-2021 · 1º in Serie B, vince i play-off promozione. Promosso in Serie A. Quarti di finale di Coppa Italia. - 2021-2022 · 6º in Serie A, 1º al Play-off Round, quarti di finale dei play-off scudetto. Quarti di finale di Coppa Italia. - 2022-2023 · 7º in Serie A, 1º al Qualification Round, quarti di finale dei play-off scudetto. |

## Palmarès

### Competizioni nazionali
- Campionato italiano: 1

2010-2011
- Coppa Italia: 1

2011-2012
- Supercoppa italiana: 2

2008, 2011

### Altre competizioni nazionali
- Serie A2/B: 2

2004-2005 (Girone A), 2020-2021

## Statistiche

### Partecipazione ai campionati
| Livello | Categoria | Partecipazioni | Debutto   | Ultima stagione | Totale |
| ------- | --------- | -------------- | --------- | --------------- | ------ |
| 1º      | Serie A1  | 7              | 2005-2006 | 2011-2012       | 9      |
| 1º      | Serie A   | 2              | 2021-2022 | 2022-2023       | 9      |
| 2º      | Serie A2  | 2              | 2003-2004 | 2004-2005       | 4      |
| 2º      | Serie B   | 2              | 2019-2020 | 2020-2021       | 4      |
| 3º      | Serie B   | 2              | 2002-2003 | 2002-2003       | 2      |

### Partecipazioni alle coppe nazionali
| Competizione        | Partecipazioni | Debutto   | Ultima stagione |
| ------------------- | -------------- | --------- | --------------- |
| Coppa Italia        | 10             | 2005-2006 | 2021-2022       |
| Supercoppa italiana | 4              | 2007      | 2011            |

### Partecipazioni alle coppe internazionali
| Competizione                    | Partecipazioni | Debutto | Ultima stagione |
| ------------------------------- | -------------- | ------- | --------------- |
| European Champions Cup          | 3              | 2007    | 2011            |
| Confederation Cup/President Cup | 1              | 2010    | 2010            |